# 系管球虫
系管球虫（学名：Siphonosphaera tenera）为胶球虫科管球虫属的动物。分布于地中海以及中国东海等海域。